# Somatidia pictipes
Somatidia pictipes är en skalbaggsart som beskrevs av Thomas Broun 1880. Somatidia pictipes ingår i släktet Somatidia och familjen långhorningar. Inga underarter finns listade i Catalogue of Life.